# Bothriocyrtum tractabile
Espèce
Bothriocyrtum tractabile est une espèce d'araignées mygalomorphes de la famille des Halonoproctidae.

## Distribution
Cette espèce est endémique de Taïwan.

## Publication originale
- Saito, 1933 : Notes on the spiders from Formosa. Transactions of the Sapporo Natural History Society, vol. 13, p. 32-61.